# تصادم سيريتوس الجوي
تصادم سيريتوس الجوي هو حادث تصادم في الجو بين طائرتين، حدث في 31 أغسطس 1986، فوق ضاحية سيريتوس في لوس أنجلوس بولاية كاليفورنيا. ووقع الحادث بين طائرة من طراز ماكدونل دوغلاس دي سي-9 تقوم بالرحلة رقم 498 التابعة لأير مكسيكو (بالإنجليزية: Aeroméxico) عندما ارتطمت بها الطائرة من نوع بايبر بيه إيه-28 شيروكي ذات رقم تسجيل (N4891F) وتعود ملكيتها لعائلة كرامر، وهي تحاول الأقتراب إلى مطار لوس أنجلوس الدولي، وأسفر الحادث عن مقتل 67 شخصا كانا على متن كلتا الطائرتين بالإضافة إلى ذلك، قتل 15 شخصا اخر و8 أصيبوا بجروح طفيفة كانوا على أرض الحادث.

## معرض صور

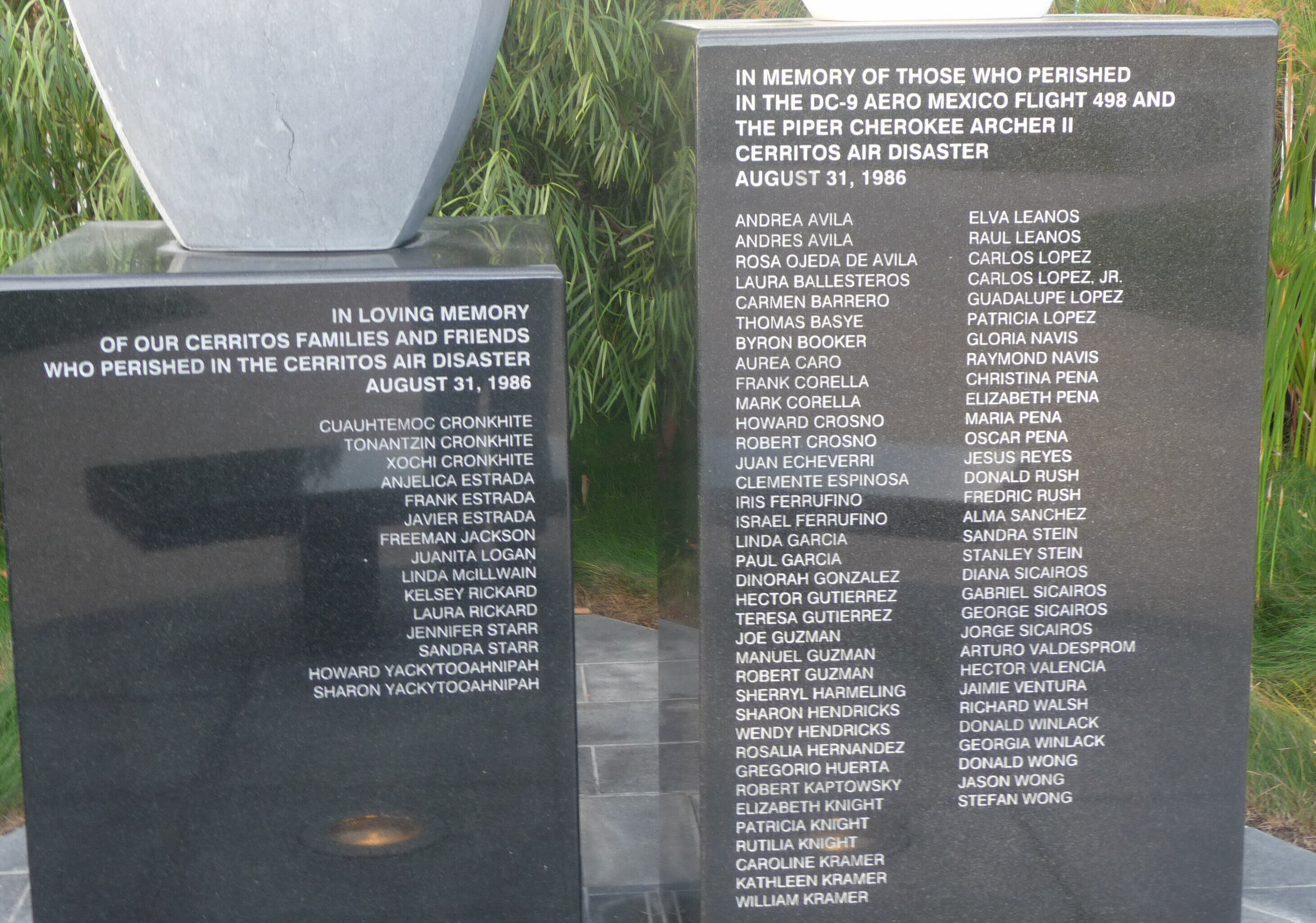
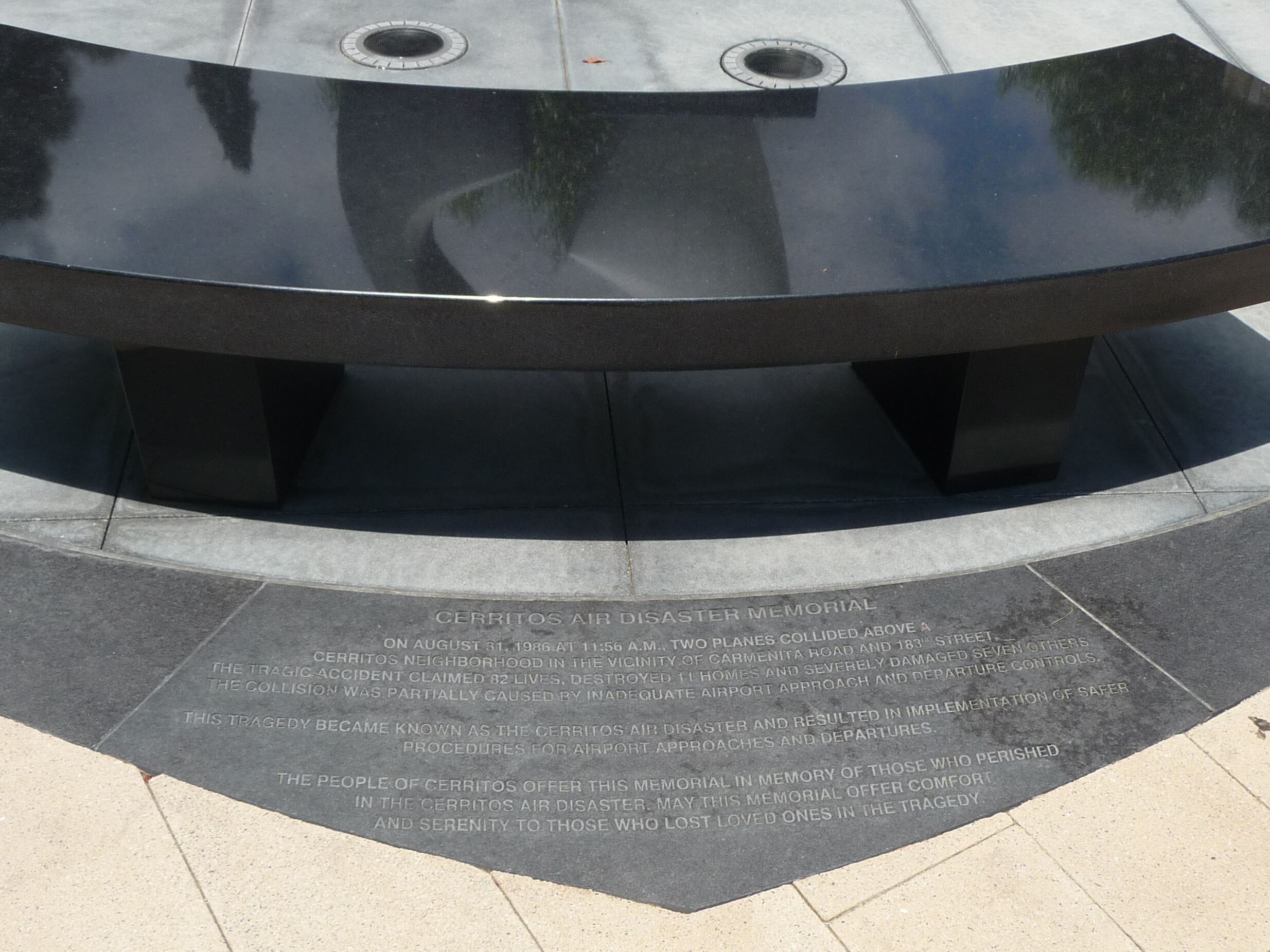
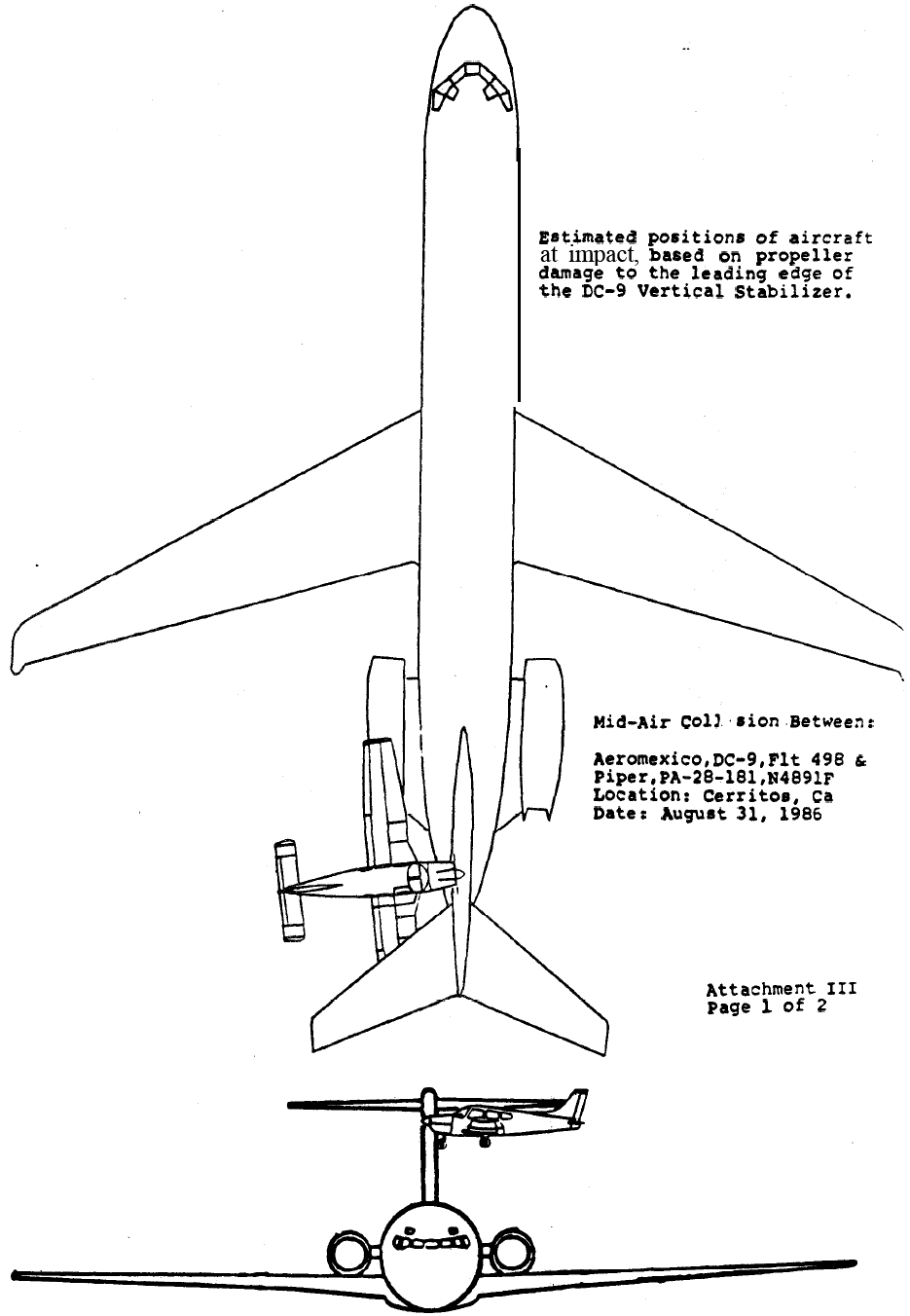